# Coppa Latina 2014 (hockey su pista)
La Coppa Latina 2014 è stata la 27ª edizione dell'omonima competizione europea di hockey su pista riservata alle squadre nazionali. Il torneo ha avuto luogo dal 17 al 19 aprile 2014.
La vittoria finale è andata alla nazionale del Portogallo che si è aggiudicata il torneo per la tredicesima volta nella sua storia.

## Formula
La Coppa Latina 2014 vede la partecipazione delle nazionali Under-23 della Francia, dell'Italia, del Portogallo e della Spagna. La manifestazione fu organizzata con un girone all'italiana, con gare di sola andata di 3 giornate: erano assegnati tre punti per l'incontro vinto, un punto a testa per l'incontro pareggiato e zero la sconfitta. Al termine del torneo la squadra prima classificata venne proclamata vincitrice della coppa.

## Risultati
| Squadra    | Pt | G | V | N | P | GF | GS | DG  |
| ---------- | -- | - | - | - | - | -- | -- | --- |
| Portogallo | 9  | 3 | 3 | 0 | 0 | 17 | 6  | +11 |
| Spagna     | 6  | 3 | 2 | 0 | 1 | 12 | 5  | +7  |
| Francia    | 3  | 3 | 1 | 0 | 2 | 11 | 17 | -6  |
| Italia     | 0  | 3 | 0 | 0 | 3 | 4  | 16 | -12 |

| Viana do Castelo 17 aprile 2014, ore 20:00 | Francia                         | 1 – 4 | Spagna | Pavilhão de Monserrate\| Arbitri: \| João Paulo Romão Matteo Galoppi \| |
| Arbitri:                                   | João Paulo Romão Matteo Galoppi |       |        |                                                                         |

| Viana do Castelo 17 aprile 2014, ore 21:30 | Italia                      | 1 – 3 | Portogallo | Pavilhão de Monserrate\| Arbitri: \| Isaac Sainz Xavier Jacquart \| |
| Arbitri:                                   | Isaac Sainz Xavier Jacquart |       |            |                                                                     |

| Viana do Castelo 18 aprile 2014, ore 20:00 | Italia                           | 1 – 6 | Spagna | Pavilhão de Monserrate\| Arbitri: \| João Paulo Romão Xavier Jacquart \| |
| Arbitri:                                   | João Paulo Romão Xavier Jacquart |       |        |                                                                          |

| Viana do Castelo 18 aprile 2014, ore 21:30 | Francia                    | 3 – 11 | Portogallo | Pavilhão de Monserrate\| Arbitri: \| Matteo Galoppi Isaac Sainz \| |
| Arbitri:                                   | Matteo Galoppi Isaac Sainz |        |            |                                                                    |

| Viana do Castelo 19 aprile 2014, ore 20:00 | Francia                      | 7 – 2 | Italia | Pavilhão de Monserrate\| Arbitri: \| Isaac Sainz João Paulo Romão \| |
| Arbitri:                                   | Isaac Sainz João Paulo Romão |       |        |                                                                      |

| Viana do Castelo 19 aprile 2014, ore 21:30 | Portogallo                     | 3 – 2 | Spagna | Pavilhão de Monserrate\| Arbitri: \| Matteo Galoppi Xavier Jacquart \| |
| Arbitri:                                   | Matteo Galoppi Xavier Jacquart |       |        |                                                                        |